# Кузнецкий мост (Новокузнецк)
Кузнецкий мост («Левобережный», «Коммунальный») — мост через реку Томь на проспекте Дружбы и улице Ленина между Центральным и Кузнецким районами Новокузнецка.
Выше по течению расположен Кузнецкий железнодорожный мост, Байдаевский мост, ниже — Дозовский мост.

## История

### Старый мост
Первоначально длина моста должна быть больше в два раза, однако инженер М. К. Нарец, автор проекта предложил засыпать Иванцевскую протоку дамбой.
В 1934 году в Сталинске начинается строительство «Коммунального» моста, завершившееся 30 октября 1936 года. Не считая железнодорожных, он стал первым капитальным мостом через Томь, его длина составила 432 метра, а ширина проезжей части 6 метров. По мосту, по мимо автомобилей, проходил трамвай и железнодорожная линия в сторону шахт, заводов НКАЗ и КЗФ.

### Новый мост
Весной 1963 года мостопоезд № 405 приступил к реконструкции моста. Чтобы не прерывать сообщение, рядом с мостом возвели временные ряжевые опоры (сохранившиеся до наших дней), на которые с помощью систем лебедок, всего за 3 часа, приподняли и надвинули полотно старого моста, весом 1500 тонн и длинной 460 метров, ставшего временной переправой. Освободившиеся опоры основного моста расширили и укрепили, смонтировав на них новые несущие металлические конструкции и железобетонное покрытие для проезжей части, расширенной в 2 раза.
В феврале 1972 года мост был построен, став первым в СССР мостом из напряженно-армированного железобетона. Длина моста составляла 430 метров, ширина – 17, а грузоподъёмность 50 тонн.
В июле 1986 года, со стороны Центрального района, перед мостом построили автомобильную развязку.
По мосту проходит единственная в Новокузнецке трамвайная линия через Томь.
По мосту проходят водоводы: холодной воды с Драгунского водозабора и горячей воды с Кузнецкой ТЭЦ.